# Christoph Siebe
Christoph Siebe (* 1. Mai 1849 in Wallenbrück; † 21. April 1912) war ein deutscher Bildhauer und Maler der Wiedenbrücker Schule.

## Leben
Christoph Siebe wurde am 1. Mai 1849 in Wallenbrück, Kreis Herford geboren. Zunächst besuchte er die Volksschule und trat danach in die Werkstatt von Franz Anton Goldkuhle in Wiedenbrück ein. Im Anschluss an die Lehre wechselte Siebe zur Werkstatt Heinrich Fleiges in Münster. Es folgte ein Studium an der Kunstakademie in Kassel bei Carl Friedrich Echtermeier, er arbeitete dort an der Kassler Gemäldegalerie mit. Auf Grund seiner Talente in der Malerei und der Bildhauerei war sich Siebe nicht sicher, worin er sein Examen machen sollte, und er entschied sich für die Bildhauerei. Dazu wechselte er nach Köln zu Wilhelm Albermann.

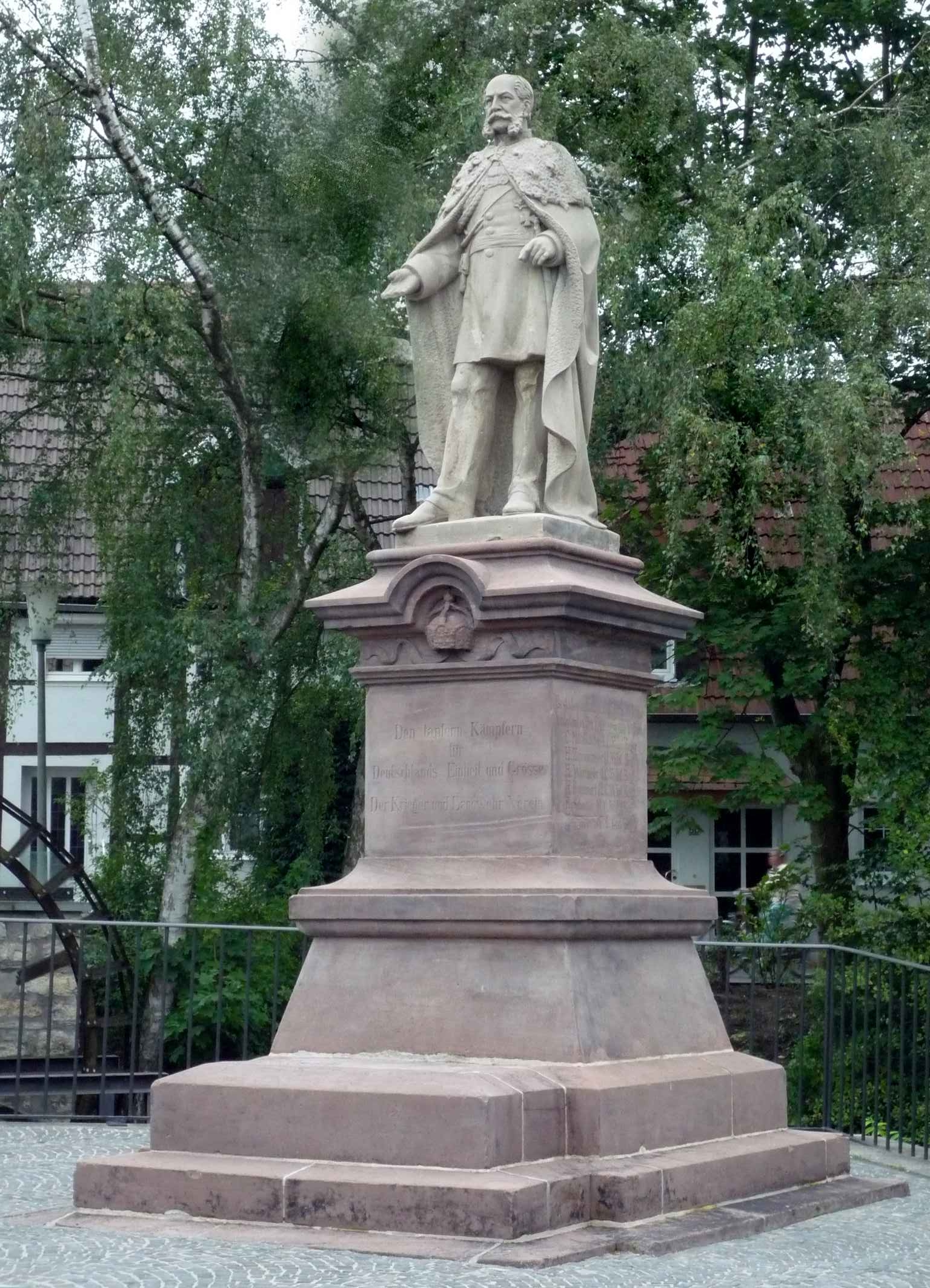
Das Kaiser-Wilhelm-Denkmal in Wiedenbrück ist ein Werk Siebes

1877 kehrte Siebe zurück nach Wiedenbrück und machte sich mit Anton Mormann selbstständig, was jedoch nur bis 1882 hielt. Danach unterhielt Siebe eine eigene Werkstatt mit bis zu zehn Angestellten. Neben der sakralen und profanen Bildhauerei widmete sich Siebe hin und wieder der Malerei und gab in der Handwerker-Fortbildungsschule in Wiedenbrück Zeichenunterricht. Nach seinem Tod wurde die Werkstatt von seinem Sohn Wilhelm (1881–1951) weiter geführt.

## Werke
- 1893: Kaiser-Wilhelm-Denkmal an der Rektoratsstraße Wiedenbrück